# Десенсибилизация фотографических материалов
Десенсибилиза́ция фотоматериа́лов, Десенсибилиза́ция фотографи́ческих материа́лов (от лат. de — приставка, обозначающая отрицание; и сенсибилизация — увеличение светочувствительности) — искусственное снижение светочувствительности экспонированной фотоэмульсии, используемое для облегчения визуального контроля проявки до нужной плотности. Применяется в научных исследованиях и профессиональной фотографии; в любительской фотографии распространения не имеет, вместо этого используется проявление по времени. Обычно десенсибилизация осуществляется дополнительной обработкой фотоматериала перед проявлением или в процессе проявления в растворах специальных органических красителей, носящих название десенсибилизаторов.

## Описание
При обработке фотографических эмульсий иногда возникает задача проявить фотографический материал до необходимого уровня плотности, что может быть осуществлено визуальным наблюдением за изображением в процессе проявки. Однако почти все современные эмульсии являются панхроматическими и обладают чувствительностью ко всему спектру, видимому человеческим глазом, что приведёт к полной засветке и утрате изображения при попытке такого наблюдения. Метод десенсибилизации снижает чувствительность фотоматериала ко всем или некоторым участкам спектра, что позволяет обрабатывать высокочувствительные негативные или специальные эмульсии при неярком искусственном освещении через светофильтр, а позитивные — без светофильтра, прерывая процесс проявления по достижению необходимой плотности изображения.
Механизм десенсибилизации основан на введении в фотографическую эмульсию молекул окислителей, в роли которых могут выступать как неорганические, так и органические соединения. Эти окислители могут либо поглощать электроны, образующиеся при действии света на галогениды серебра, либо рекомбинировать электроны и катионы-радикалы, которые возникают при действии света на агрегированные сенсибилизирующие красители, содержащиеся в фотографической эмульсии. Такие процессы приводят к тому, что в кристаллах галогенидов серебра создаются энергетические препятствия к созданию новых центров скрытого изображения.
Десенсибилизацию нельзя путать с эффектом замедления проявления, который возникает из-за действия антивуалентов, пониженной температуры обработки и других воздействий; собственно десенсибилизацией является только механизм создания барьеров для появления новых центров латентного изображения.
Химические соединения — окислители, создающие описываемое действие, получили название десенсибилизаторов. Наиболее эффективными десенсибилизаторами оказались некоторые органические красители, например: пинакриптол жёлтый и пинакриптол зелёный. Десенсибилизация проводится либо обработкой в течение 3—5 мин. в дополнительной ванне, состоящей из раствора десенсибилизатора в воде перед проявлением, либо добавлением десенсибилизатора в готовый проявитель. Во втором случае проявление начинается в темноте, а спустя 1—3 минуты его можно продолжить уже с визуальным контролем.
Десенсибилизация влияет на длительность проявления и его приходится увеличивать примерно на 20 % по сравнению с обычным.

## История
Десенсибилизация красителями была открыта в 1920 году Люппо-Крамером, использовавшим сафранины. Аналогичный эффект впоследствии обнаружили братья Люмьер и А. Сейвитц для ауранции, пикриновой кислоты, хризоидина и других соединений. Немногим позднее Эрнстом Кёнигом были синтезированы специализированные соединения, которые не оказывали окрашивающего воздействия ни на фотоэмульсию, ни на кожу человека, но при этом обладали очень сильными десенсибилизирующими свойствами. Эту разновидность десенсибилизаторов назвали «пинакриптолы».